# Cighid
Cighid ist ein Kinderheim in Rumänien, nahe der Stadt Oradea auf dem Gebiet des Dorfes Ghiorac, Gemeinde Ciumeghiu an der ungarisch-rumänischen Grenze gelegen. Das Heim wurde in einem ehemaligen Jagdschloss errichtet, welches der ungarischen Adelsfamilie Tisza gehörte (ungarischer Name Csegőd).
Das Heim erlangte im Zuge der Aufarbeitung der kommunistischen Gewaltherrschaft in Rumänien weltweite Aufmerksamkeit, als kurz nach dem Sturz von Ceaușescu im Jahr 1989 westeuropäische Journalisten dort vernachlässigte und verwahrloste Babys und Kinder mit Körperbehinderung und geistiger Behinderung sowie Entwicklungsverzögerungen fanden.
Diese Diskriminierung von Menschen mit Behinderung umfasste auch Sterbehilfe und Palliativmedizin. Der Fall wird auch aus Sicht der Medizinethik und Herrschaftssoziologie betrachtet.
Sechs Kilometer entfernt liegt der Friedhof für die Opfer von Cighid mit 137 Gräbern.

## Vorgeschichte
Das kommunistische Regime Rumäniens unter Nicolae Ceaușescu strebte ab den 1960er Jahren die mittelfristige Erhöhung der Einwohnerzahl des Landes von 19 auf 30 Millionen an. Für Familien mit weniger als fünf Kindern wurde Schwangerschaftsabbruch unter Androhung von Freiheitsstrafen verboten. Empfängnisverhütung beispielsweise durch Kondom oder Antibabypille wurden seit 1966 per Dekret 770 ebenfalls verboten. Mütter mussten gegen ihren Willen eine Schwangerschaft austragen.  
Ungewollte Kinder wurden oftmals in Sozialwaisenhäuser abgeschoben. Im staatlichen Auftrag begutachteten Ärzte die Kleinkinder im Alter von drei Jahren.
Die „Stärksten“ nannte man „Sterne unserer Zukunft“. Ceaușescu plante, sie für seine Präsidentengarde, die so genannten „Falken des Vaterlandes“, zu rekrutieren. Auch die Führer der Geheimpolizei Securitate trafen eine Vorauswahl für Rekruten. Kinder mit Geburtsschäden, Behinderungen, chronischen Krankheiten oder Entwicklungsverzögerungen wurden hingegen als „Unwiederbringliche“ (rumänisch: irecuperabili) bezeichnet. Diese Kinder starben in den „Heimen“ bereits nach wenigen Wochen an Hunger, Erfrierungen, Unterkühlung, an Krankheiten und an mangelnder Hygiene. Die Heime wurden auch als „Kindergulag“ (in Anlehnung an Gulag), „Todeslager“ oder „Wartesaal zum Jenseits“ bezeichnet. In Cighid sollte gestorben werden, ohne getötet zu haben: durch grobe Vernachlässigung und Verwahrlosung. Einige Frauen aus der Umgebung hatten die Anweisung, Brei zu verabreichen und die Türen dann sofort wieder zu verschließen. Ärzte stellten vorsorglich Totenscheine aus, da sie nur selten das Heim besuchten.

## Weltweite Bekanntheit
Das Heim Cighid nahe der Europastraße 671 erlangte kurz nach dem Sturz von Ceaușescu weltweites Aufsehen: Im Jahr 1989 fanden westeuropäische Journalisten eine Kartei, auf der mehr als 240 Kinder namentlich gelistet waren. In Cighid – ebenso wie in anderen rumänischen Anstalten (z. B. das Heim Bradca) – fand man Babys und Kinder mit Körperbehinderung und geistiger Behinderung sowie Entwicklungsverzögerungen. Die internationalen Medien veröffentlichten Bilder der vernachlässigten und verwahrlosten Kinder. Ihre Lebensbedingungen bezeichnete die Presse als menschenverachtend: Der sogenannte Isolator beispielsweise war ein Verschlag mit vernagelten Fenstern, in dem 17 Kleinkinder gefangen gehalten wurden. In der Dunkelheit des Raumes mussten sie am Geruch erkennen, ob es sich um Brei, Kot oder Erbrochenes handelt. Schaufelweise habe man damals Exkremente aus dem Haus getragen.
Im Frühjahr 1990 wurde der Kinderarzt und spätere Heimleiter Pavel Oarcea beauftragt, sich um das Heim Cighid zu kümmern. Oarcea weigerte sich, die Schuld für die Zustände allein dem System zuzuschreiben. Die Aussage der dort tätigen Helferinnen, die Verhältnisse seien so gewesen, Schuld hätten „die da oben, die Befehle erteilen“, ließ er nicht gelten, denn: „Ceausescu hat hier nicht gearbeitet.“

## Weitere Entwicklung
Nach Ende der Diktatur in Rumänien wollte der ehemalige Besitzer des Jagdschlosses das Gut zurückerstattet bekommen, scheiterte jedoch mit diesem Vorhaben. Internationale Spendengelder dienten zur Renovierung und zum Aufbau von vier neuen Häusern. Auch das alte Schlossgebäude wurde von ehrenamtlichen Helfern renoviert. Auf dem Heimgelände wurde eine Thermalquelle entdeckt, die für das Heizungssystem und für ein Therapiebecken genutzt wird. 137 Kinder starben in Cighid, die restlichen Waisenkinder blieben in dem Heim. 112 Kinder und Jugendliche überlebten Cighid.
Die Versorgung der Waisen war eine der Bedingungen für den Beitritt Rumäniens zur Europäische Union im Jahr 2007. Die Regierung in Bukarest stattete daraufhin die Kinderheime besser aus. Jedoch waren die Kapazitäten überlastet, da die Zahl der rumänischen Heimkinder auf 150.000 gestiegen war. 
Mit dem Erreichen des Erwachsenenalters drohte zahlreichen Kindern die Einweisung in die Psychiatrie, da es in Rumänien keine Behinderteneinrichtungen für Erwachsene gab. In Oradea, zu dessen Einzugsbereich Cighid gehört, entstand eine Einrichtung für behinderte Erwachsene (vgl. Betreutes Wohnen). Damit Heimkinder später nicht in die rumänische Psychiatrie müssen, wurde das Projekt 18 plus gegründet.
2007 wurde das erste Diagnose- und Therapiezentrum für Behinderte „Panduri“ in der Hauptstadt Bukarest eröffnet, nach 16 Jahren Bauzeit. Finanziert wurde das Projekt stark aus Frankfurt am Main, deshalb trägt es in Bukarest auch den Beinamen „Haus Frankfurt“. Es ist der erste Krankenhausneubau Rumäniens seit dem Ende des Kommunismus. Bisher hatte sich das Land darauf konzentriert, seine meist heruntergekommenen Spitäler zu sanieren.
In der Psychologie kam es durch die Kinderheime in Rumänien zu einer verstärkten Untersuchung des sogenannten Überlebensschuld-Syndroms und auch des Mutterverlustes.